# 扎因·乌尔德·扎伊丹
扎因·乌尔德·扎伊丹（阿拉伯语：‎，1966年—），毛里塔尼亚经济学家、政治家，2007年4月至2008年6月任職毛里塔尼亚总理。